# Kazimierz Marcinkiewicz

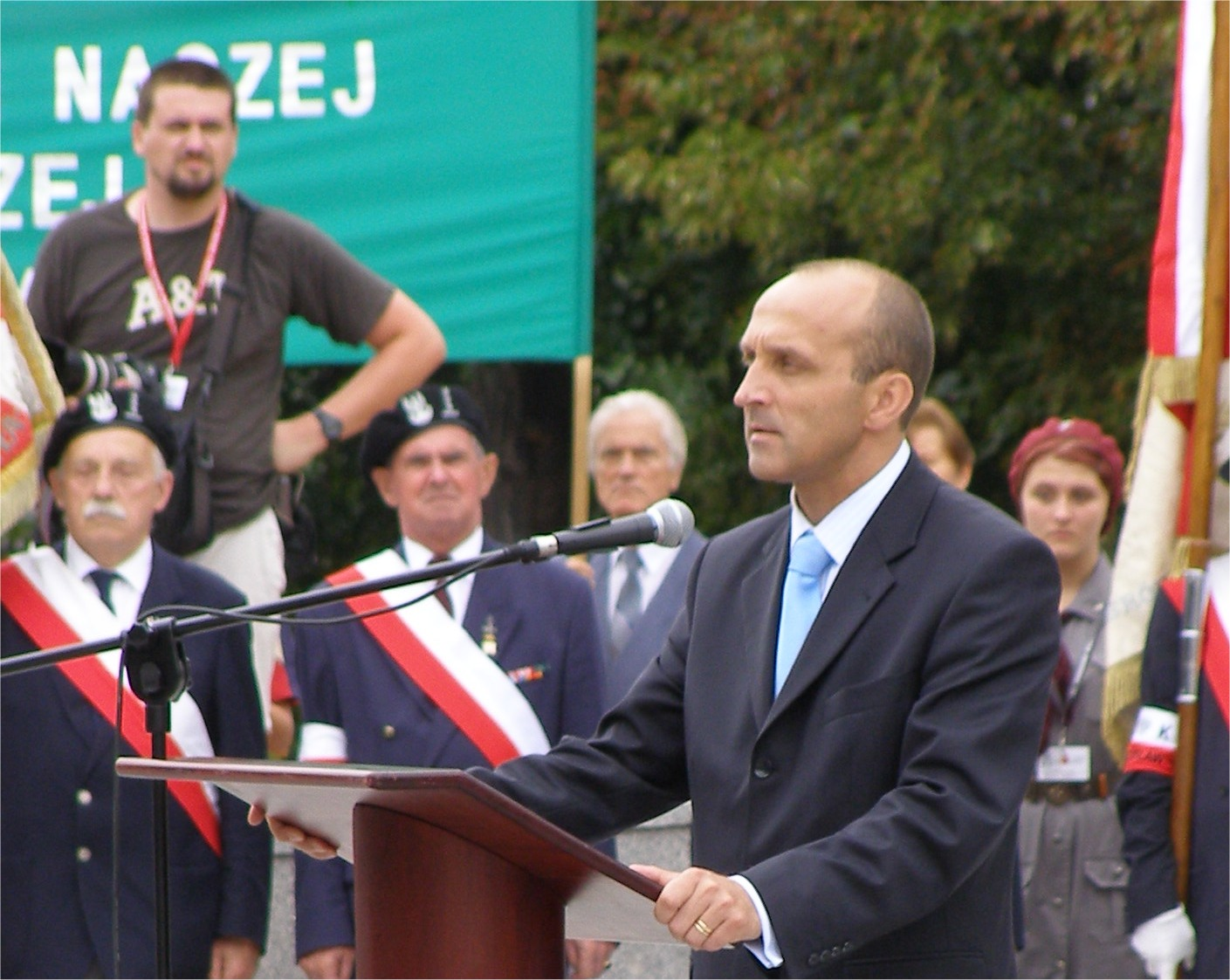
Kazimierz Marcinkiewicz

Kazimierz Marcinkiewicz, född 20 december 1959 i Gorzów Wielkopolski, Polen, är en polsk konservativ politiker. Han var Polens premiärminister från 31 oktober 2005 till 14 juli 2006. Han tillhörde partiet Lag och rättvisa som premiärminister men lämnade partiet 2007 och är sedan dess partilös.

## Biografi
Sina akademiska studier avslutade han 1984 på Universitetet i Wrocław. Senare har han också studerat vid Universitetet i Poznań. 1982-1989 arbetade Marcinkiewicz som lärare i matematik och fysik i Gorzów Wielkopolski.
Marcinkiewicz besökte Sverige 13 mars 2006. Den 7 juli 2006 meddelade Marcinkiewicz att han avsåg att avgå från posten som premiärminister. Ledningen för partiet Lag och Ordning, vilket Marcinkiewicz tillhör, föreslog att Jarosław Kaczyński, partiets ordförande, skulle överta posten. Dagen efter meddelade partiledningen att denne skulle efterträda Marcinkiewicz.